# 유언호 초상
유언호 초상(兪彦鎬 肖像)은 서울특별시 관악구, 서울대학교 규장각 한국학연구원에 있는 조선시대의 초상화이다. 2006년 12월 29일 대한민국의 보물 제1504호로 지정되었다.

## 개요
유언호는 본관이 기계(杞溪), 자는 사경(士京), 호는 칙지헌(則止軒)으로 정조년간의 대표적인 문신이다. 《유언호 초상》은 오사모에 흉배가 딸린 단령포 차림의 관복입상 그림으로, 유복이나 평상복 차림의 입상은 없지 않으나 관복정장의 입상 초상화로는 첫 사례가 아닌가 생각된다. 입상이면서 왼팔 소매 끝을 쥔 오른손이 살짝 보이도록 그린 것은 이명기 작 《강세황 71세상》과 비슷하다. 그림 왼편에 "崇禎三丁未 畵官 李命基 寫"란 기록이 있어 1787년에 도화선 화원 이명기가 그 렸음을 알 수 있다. 또한 그림 윗부분에 정조의 어평(御平)을 써넣고 있는 점 등에서 유언호가 이 당시 우의정에 오른 기념으로 제작한 것으로 추측된다.
이명기의 다른 초상화들과 마찬가지로 안면 표현의 입체감이 선명하고 옷주름의 음영이 뚜렷하다. 소맷자락 아래로 짙은 농묵표현과 관복의 밑으로 화문석에 떨어진 그림자의 묘사가 두드러진다. 또한 "容體長闊 視元身減 一半", 곧 "얼굴과 몸의 길이와 폭은 원래 신장과 비교할 때 절반으로 줄인 것이다"란 글을 기술하고 있어, 유언호의 실제 키와 그 림의 키 배율을 계산하여 그린 작품으로 주목된다.

## 같이 보기
- 유언호

## 참고 자료
- 유언호 초상 - 국가유산청 국가유산포털